# Jörg Schneider (Politiker, 1964)

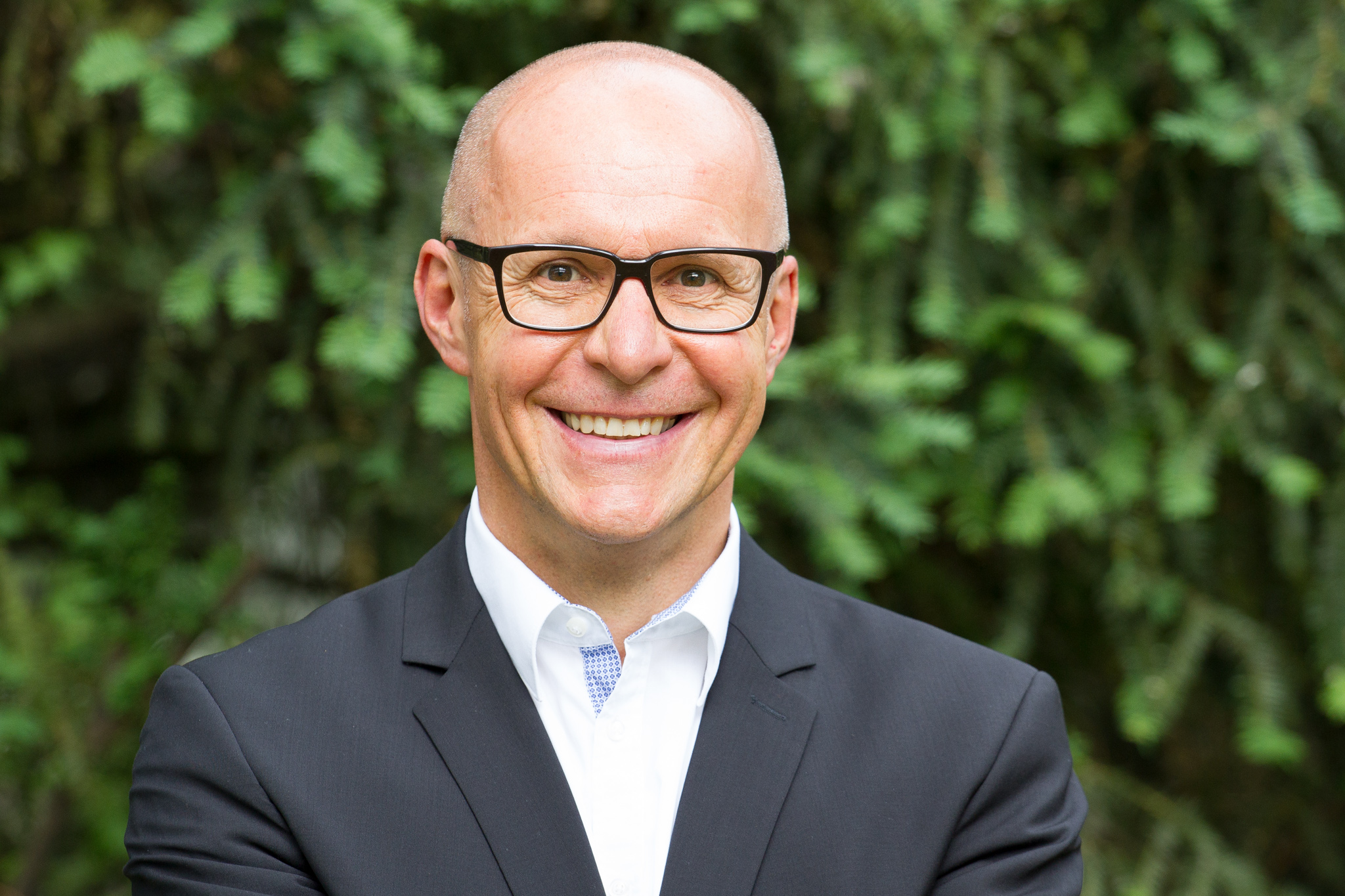
Jörg Schneider (2017)

Jörg Schneider (* 14. Mai 1964 in Solingen) ist ein deutscher Wirtschaftsingenieur und Politiker (AfD). Er war von 2017 bis 2025 Bundestagsabgeordneter.

## Leben
Jörg Schneider studierte an der Universität der Bundeswehr in Hamburg Maschinenbau und absolvierte ein Aufbaustudium zum Wirtschaftsingenieur an der Fernuniversität in Hagen und der Concordia University in Montréal. Seit dem Wintersemester 1988/89 ist er Mitglied der zeitweilig vom Hamburger Verfassungsschutz beobachteten Hamburger Burschenschaft Germania, von 1988 bis 1992 als aktives Mitglied, seit 1992 „Alter Herr“.
Schneider war von Juli 1983 bis Juni 1995 Offizier der Bundeswehr, dabei zuletzt als Jugendoffizier (Hauptmann) in der Jugend-, Presse- und Öffentlichkeitsarbeit tätig. Von Juni 1996 bis Januar 1999 arbeitete er als IT-Vertriebsberater bei dem Dortmunder Softwarehaus Quantum GmbH. Danach war Schneider von Februar 1999 bis Oktober 2000 als Abteilungsleiter Logistik bei der AtosOrigin Deutschland GmbH in Stuttgart tätig. Im Oktober 2000 wurde er Vorstandsmitglied beim Softwarehaus w3logistics AG in Dortmund, hier war er zuständig für Vertrieb und Marketing. Im Oktober 2010 verließ Schneider die w3logistics und wurde Lehrer am Berufskolleg für Technik und Gestaltung der Stadt Gelsenkirchen.
Schneider ist geschieden und lebt seit 2010 in Gelsenkirchen. Seine Freizeit verbringt er mit Lesen, Bergwandern und Fitnesstraining.

## Politik
Bevor Schneider 2013 Mitglied der AfD wurde, war er nach eigenen Angaben Mitglied bei der Jungen Union, bei der FDP und schließlich bei der rechtspopulistischen die Freiheit. Von November 2013 bis November 2014 war er Beisitzer im AfD-Kreisvorstand des Kreisverbandes Gelsenkirchen. Im April 2014 wurde er Mitglied der Programmkommission der AfD NRW, im September 2014 Mitglied des Landesfachausschusses für
Arbeit und Soziales der AfD NRW und im November 2014 Kreissprecher des Kreisverbandes Gelsenkirchen. Im Oktober 2015 wurde Schneider Leiter der Programmkommission der AfD NRW.
Im AfD-Landesfachausschuss Arbeit und Soziales engagierte sich Schneider für die grundsätzliche Neuausrichtung des Sozialsystems. Als Leiter der Programmkommission war Schneider an der Erarbeitung des AfD-Wahlprogramms 2017 beteiligt.
In der Bundestagswahl vom September 2017 wurde Schneider über den Listenplatz 5 der Landesliste NRW der AfD in den Bundestag gewählt. Im 19. Deutschen Bundestag war Schneider ordentliches Mitglied im Ausschuss für Arbeit und Soziales und im Ausschuss für Gesundheit. Er gehört zudem als stellvertretendes Mitglied der Enquete-Kommission „Künstliche Intelligenz“ an.
Im August 2018 wurde seine Mitgliedschaft in der vom Verfassungsschutz wegen Verdachts auf Rechtsextremismus beobachteten Hamburger Burschenschaft Germania von einigen Medien thematisiert.
Auch in der Bundestagswahl vom September 2021 wurde Schneider wieder über den Listenplatz 5 der Landesliste NRW der AfD in den Bundestag gewählt. Im 20. Deutschen Bundestag war er ordentliches Mitglied im Gesundheitsausschuss und im Unterausschuss Globale Gesundheit.
Im Dezember 2021 schlug ihn die AfD-Bundestagsfraktion für den Vorsitz des Gesundheitsausschusses vor, allerdings konnten sich die Abgeordneten in der konstituierenden Sitzung nicht auf einen Ausschussvorsitzenden verständigen. Auch seine Kandidatur als Vizepräsident des Bundestags scheiterte am 7. September 2023.

## Position
Schneider nannte als wichtigste Punkte für die Legislaturperiode die Reform der Sozialsysteme und die Direkte Demokratie.
Zitat: „Wir müssen gerade jungen Menschen und Langzeitarbeitslosen Anreize bieten, den eigenen Lebensunterhalt durch Arbeit zu bestreiten. Dazu gehört, dass Arbeit auch im Alter vor Armut schützen muss.“
Schneider will sich zur Erreichung dieses Ziels für eine langfristig angelegte und grundlegende Reform des Sozial- und Steuersystems einsetzen.
Zur Umsetzung einer Direkten Demokratie nach Schweizer Vorbild sieht Schneider zwei Aspekte: Zum einen will er die Parteibasis vor Abstimmungen der Abgeordneten online befragen, zum anderen die Einführung von Volksabstimmungen.